# 木村真那月
木村真那月（日语：木村 真那月，2001年1月25日—）是一個日本女演員。屬於テアトルアカデミー。身高約139公分，體重約25公斤。

## 外部連結
- 木村 真那月 - テアトルアカデミー公式WEBサイト